# Svetićevo
Svetićevo (v srbské cyrilici Светићево, maďarsky Buránysor) je vesnice na severu Srbska. Administrativně spadá pod opštinu Bačka Topola. V roce 2011 mělo podle sčítání lidu celkem 147 obyvatel.
Obyvatelstvo vesnice je národnostně smíšené; jednu polovinu tvoří Srbové a druhou polovinu Maďaři. Vesnice, která původně měla název Svetićevo Selo prošla však v minulosti národnostními změnami. Během období Království Jugoslávie sem byli v rámci vnitřních kolonizací dosídlování Srbové. Krátce po vypuknutí druhé světové války byla řada z nich vysídlena na území dnešního Rumunska.[zdroj?] Po druhé světové válce z ní byli vysídleni Němci a dosídleni Srbové a Černohorci z neúrodných a nerozvinutých částí Jugoslávie, jako např. Kordunu, Liky nebo Černé Hory.